# Totenbach (Andlau)
Der Totenbach (Ruisseau le Totenbach) ist ein etwa 1,6 km langer rechter Zufluss der Andlau im französischen Département Bas-Rhin in der Region Grand Est.

## Verlauf
Der Totenbach entspringt auf einer Höhe von 548 m  in der Forêt Domaniale d’Andlau-Lilsbach in den Mittelvogesen. Er fließt in nördlicher Richtung durch ein enges bewaldetes Tal und mündet schließlich bei Heiligenbaum östlich von Eftermatten auf einer Höhe von 350 m in die Andlau.